# Peter Simon Pallas
Peter Simon Pallas (Berlin, 1741. szeptember 22.  – Berlin, 1811. szeptember 8.) német zoológus és botanikus, aki Oroszországban tevékenykedett. Zoológiai szakmunkákban nevének rövidítése: „Pallas”. Botanikai szakmunkákban nevének rövidítése: „Pall.”.

## Élete és munkássága
Peter Simon Pallas 1741. szeptember 22-én született Berlinben Simon Pallas orvosprofesszor fiaként. Tanulmányait kezdetben magántanároknál, később Halléban és a Göttingeni Egyetemen folytatta. 1760-ban a leideni egyetemen szerezte meg a doktori fokozatát. Zoológusként kezdte tudományos pályafutását, de 1766-ban II. Katalin cárnő Oroszországba hívta. Természettudományos megfigyelései mellett tanulmányozta a meglátogatott népek kultúráját és kutatta eredetüket, többek között írt a finnugor népekről is. Műveiben átfogott több tudományterületet: geológiát, ásványtant, zoológiát és botanikát. 1784–1815 között írta meg a Flora Rossica-t, majd elkezdett dolgozni a Zoographica Rosso-Asiatica-n (1811–1831).
1793–1794 között újabb expedíciókban vett részt. II. Katalin cárnő tudományos munkáját elismerve birtokot adományozott Szimferopolban a tudósnak, ahol 1810-ig élt. Ezt követően Pallas elhagyta Oroszországot és visszatért Berlinbe. 1811. szeptember 8-án hunyt el.

## Tagságai
- 1764 Royal Society
- 1764 Leopoldina Német Természettudományos Akadémia[2]
- 1777 Akademie der Wissenschaften zu Göttingen (külső)[3]
- 1784 Royal Society of Edinburgh
- 1790 Académie des sciences[4]

## Művei
- Dissertatio inauguralis de infestis viventibus infra viventia (Leiden: Lugduni Batavorum, 1760)
- Elenchus zoophytorum, sistens generum adumbrationes generaliores et specierum cognitarum succinctas descriptiones, cum selectis auctorum synonymis (Hága: van Cleef, 1766)
- Miscellanea zoologica, quibus novæ imprimis atque obscuræ animalum species describuntur et observationibus iconibusque illustrantur (Hága, 1766)
- Spicilegia zoologica (Berlin, 1767–1777)
- Lyst der Plant-Dieren, bevattende de algemeene schetzen der geslachten en korte beschryvingen der bekende zoorten (Utrecht: van Paddenburg & van Schoonhoven, 1768)
- De ossibus Sibiriae fossilibus, craniis praesertim Rhinocerotum atque Buffalorum, observationes (Novi Commentarii Academiae Scientiarum Imperialis Petropolitanae, XIII, Szentpétervár, 1768)
- Naturgeschichte merkwürdiger Thiere (Berlin, 1769–1778)
- Dierkundig mengelwerk, in het welke de nieuwe of nog duistere zoorten van dieren, door naauwkeurige afbeeldingen, beschryvingen en verhandelingen opgehelderd worden (Utrecht: van Paddenburg & van Schoonhoven, 1770)
- Reise durch verschiedene Provinzen des Russischen Reichs (Szentpétervár, 1771–1801)
- Merkwürdigkeiten des Morduanen, Kasaken, Kalmücken, Kirgisen, Baschkiren etс., Frankfurt & Lipcse, 1773–1777, 3 kötet)
- Puteshestviye po raznym provintsiyam Rossiyskogo gosudarstva (Szentpétervár, 1773–1788)
- Flora Rossica (Szentpétervár, 1774–1788, 2 részben)
- Observations sur la formation des montagnes et sur les changements arrivés au Globe, particulièrement à l’Empire de Russie (Acta Academiae Scientiarum Imperialis Petropolitanae, Szentpétervár, 1777)
- Novae species Quadrupedum e Glirium ordine (Erlangen, 1778)
- Mémoires sur la variation des animaux (Acta Academiae Scientiarum Imperialis Petropolitanae, Szentpétervár, 1780)
- Katalog rasteniyam, nakhodyashchimsya v Moskve v sadu yego prevoskhoditel'stva deystvitel'snogo statskogo sovetnika i Imperatorskogo Vopitatel'nogo doma znamenitogo blagodetelya, Prokofiya Akinfiyevich Demidova, sochinyonnyy P. S. Pallasom, adademikom sankt-peterburgskim (Szentpétervár, 1781)
- Icones Insectorum praesertim Rossiae Sibiriaeque peculiarium (Erlangen, 1781–1806, 4 kötetben)
- Opisaniye rasteniy Rossiyskogo gosudarstva, s ikh izobrazheniyami (Szentpétervár, 1786)
- Sravnitel'nyye slovari vsekh yazykov i narechiy, sobrannyye desnitsey Vsevysochayshey osoby imperatritsy Yekateriny II (Szentpétervár, 1787–1789, 2 kötetben)
- Tableau physique et topographique de la Tauride (Nova Acta Academiae Scientiarum Imperialis Petropolitanae, X, Szentpétervár, 1792)
- Kratkoye fizicheskoye i topograficheskoye opisaniye Tavricheskoy oblasti (Szentpétervár, 1795)
- Bemerkungen auf einer Reise in die südlichen Statthalterschaften des Rußischen Reichs in den Jahren 1793 und 1794 (Lipcse, 1799–1801)
- Species Astragalorum descriptae et iconibus coloralis illustratae (Lipcse, 1800)
- Travels through the southern provinces of the Russian Empire (London, 1802, in 2 volumes)
- Illustrationes plantarum imperfecte vel nondum cognitarum (Lipcse, 1803)
- Zoographia rosso-asiatica (Szentpétervár, 1811, 3 kötet)

## Fordítás
- Ez a szócikk részben vagy egészben  a   Peter Simon Pallas című angol Wikipédia-szócikk fordításán alapul.  Az eredeti cikk szerkesztőit annak laptörténete sorolja fel. Ez a jelzés csupán a megfogalmazás eredetét és a szerzői jogokat jelzi, nem szolgál a cikkben szereplő információk forrásmegjelöléseként.